# Монстры на острове
«Монстры на острове» (яп. friends もののけ島のナキ, Friends: Mononoke Shima no Naki, «Друзья: Наки с острова монстров») — полнометражный аниме-фильм режиссёра Такаси Ямадзаки, выполненный в стиле компьютерной анимации и основанный на детском японском романе Naita Ака Oni писателя Хиросукэ Хамады, сценарий к фильму был также написан Ямадзаки. 
Премьера в Японии состоялась 17 декабря 2011 года. В 2012 году был показан на кинофестивале в Сиджесе. В России выпущен 28 февраля 2013 года.
В 2013 году картина была номинирована на премию Японской академии за лучший анимационный фильм года, а также стала лауреатом премии VFX-Japan Awards.

## Сюжет
По легенде, в океане есть покрытый густым туманом остров на котором живут монстры, охраняющие его. Людям запрещено приближаться к острову, но однажды мальчик из племени случайно оказался на нём.

## Роли озвучивали
| Актёр         | Роль    |
| ------------- | ------- |
| Синго Катори  | Наки    |
| Коити Ямадэра | Гундзё  |
| Ю             | Микке   |
| Сэйсиро Като  | Конаки  |
| Фрогмен       | самурай |
| Садао Абэ     | Гоян    |

В русском озвучивании приняли участие актёры Андрей Рожков, Александр Ревва и Сергей Нетиевский.

## Саундтрек
Заглавной темой является кавер-версия композиции Чарли Чаплина — «Smile» из фильма 1936 года «Новые времена», исполненная японской певицей Misia.

## Кассовые сборы
Общие кассовые сборы по всему миру составили 20,7 млн. долл. В России и СНГ картина собрала 11,6 млн. руб.

## Отзывы
Обозреватель австралийского издания The AU Review Назиа Хафиц оценила картину в 8 баллов из 10, отметив глубину и правдоподобность персонажей. Обозреватель украинского сайта Kino-teatr.ua писал: «С одной стороны — обычная развлекательная история о больших и малых „монстрах“, в то же самое время — небольшая новелла о дружбе, о взрослении. Милое и просто шуточное здесь вполне успешно перекликается с достаточно серьёзным: японцы так умеют». Испанский журнал Fotogramas оценил картину в 3 звезды из 5.